# 200-я гвардейская артиллерийская бригада
200-я гвардейская артиллерийская бригада (сокр. 200 гв. абр, в/ч 48271) — тактическое соединение Сухопутных войск Российской Федерации. Находится в составе 29-й гвардейской общевойсковой армии.
Дислоцируется в посёлке городского типа Дровяная Забайкальского края входящему в ЗАТО Горный.

## История
Соединение изначально образовано 1 декабря 1974 года как 200-я артиллерийская бригада большой мощности (в/ч 48271) в составе ЗабВО. Бригада дислоцируется, с того момента, рядом с посёлками Чита-46 и Дровяная в предгорьях между Яблоновым хребтом и хребтом Черского.
1 июля 1994 года соединение переформируется в 200-ю артиллерийскую бригаду. С мая 1998 года входит в состав 36-й общевойсковой армии СибВО.
По некоторым данным, артиллеристы гаубичного дивизиона бригады в 2016 году принимали участие в боевых действиях на территории Сирии. Четверо военнослужащих погибли 23 мая 2018 года при выполнении боевых задач. Российские военные советники из 200-й абр пали при отражении ночного нападения боевиков на сирийскую артиллерийскую батарею в провинции Дейр-эз-Зор. Двое россиян скончались на месте боя, ещё двое — в госпитале. Старший лейтенант Сергей Елин получил посмертно орден Кутузова, двое погибших получили орден Мужества.
Принимала участие в боях за Угледар в районе шахты Южнодонбасская № 3.
21 февраля 2025 года бригаде "за массовый героизм и отвагу, стойкость и мужество, проявленные личным составом бригады в боевых действиях по защите Отечества и государственных интересов в условиях вооружённых конфликтов", Указом Президента Российской Федерации присвоено почётное наименование «гвардейская».